# Pierre Ducornet
Pierre Desire Augustin Ducornet (ur. 19 kwietnia 1898, zm. 17 marca 1963) – francuski as myśliwski z czasów I wojny światowej. Osiągnął 7 zwycięstw powietrznych. Należał do grona asów posiadających tytuł honorowy Balloon Buster.

## Życiorys
Pierre Ducornet urodził się w Poix-du-Nord. Do wojska wstąpił 25 sierpnia 1915 roku. 28 lutego 1917 roku został przeniesiony do lotnictwa, a 4 maja uzyskał licencję pilota. Pierwszym przydziałem liniowym była eskadra N 93. Pierwsze zwycięstwo powietrzne odniósł 29 maja 1918 roku. Do końca wojny zestrzelił razem z innymi pilotami eskadry (wówczas już latającej na samolotach SPAD i noszącej nazwę SPA 93) 6 balonów obserwacyjnych.
W okresie międzywojennym pracował w lotnictwie. Po wybuchu II wojny światowej powrócił do lotnictwa wojskowego i po zakończeniu działań wojskowych pozostał we Francji działając w ruchu opory Resistance. Po zakończeniu wojny pozostał w armii i w maju 1955 roku przeszedł w stan spoczynku w stopniu pułkownika. Po zakończeniu służby mieszkał w Paryżu, gdzie zmarł w 1963 roku.

## Odznaczenia
- Krzyż Oficerski Legii Honorowej
- Médaille militaire
- Krzyż Wojenny[1]